# 西田信孝
西田 信孝（にしだ のぶなり、1986年3月13日 - ）は、熊本県出身のサッカー選手である。ポジションはゴールキーパー。

## 来歴
熊本県内でも強豪とはいえない専大玉名高校出身だったが、U-15、U-16日本代表候補、3年生時には熊本県国体選抜などに選ばれた。福岡大学では大学選抜に選ばれるなど大学屈指のGKであった。

2007年12月にFC岐阜のセレクションを受けて合格し、2008年シーズンより正式加入した。しかし出場機会は無く、1年で契約満了となり退団した。

## 所属クラブ
- 2001年 - 2003年 専修大学玉名高等学校
- 2004年 - 2007年 福岡大学
- 2008年 FC岐阜

## 個人成績
| 国内大会個人成績 | 国内大会個人成績 | 国内大会個人成績 | 国内大会個人成績 | 国内大会個人成績 | 国内大会個人成績 | 国内大会個人成績 | 国内大会個人成績 | 国内大会個人成績 | 国内大会個人成績 | 国内大会個人成績 | 国内大会個人成績 |
| 年度             | クラブ           | 背番号           | リーグ           | リーグ戦         | リーグ戦         | リーグ杯         | リーグ杯         | オープン杯       | オープン杯       | 期間通算         | 期間通算         |
| 年度             | クラブ           | 背番号           | リーグ           | 出場             | 得点             | 出場             | 得点             | 出場             | 得点             | 出場             | 得点             |
| 日本             | 日本             | 日本             | 日本             | リーグ戦         | リーグ戦         | リーグ杯         | リーグ杯         | 天皇杯           | 天皇杯           | 期間通算         | 期間通算         |
| ---------------- | ---------------- | ---------------- | ---------------- | ---------------- | ---------------- | ---------------- | ---------------- | ---------------- | ---------------- | ---------------- | ---------------- |
| 2008             | 岐阜             | 22               | J2               | 0                | 0                | -                | -                | 0                | 0                | 0                | 0                |
| 通算             | 日本             | 日本             | J2               | 0                | 0                | -                | -                | 0                | 0                | 0                | 0                |
| 総通算           | 総通算           | 総通算           | 総通算           | 0                | 0                | 0                | 0                | 0                | 0                | 0                | 0                |

## 代表歴
- 2001年 U-15日本代表候補
- 2002年 U-16日本代表候補
- 2007年 全日本大学選抜